# Fujiwara no Atsutada

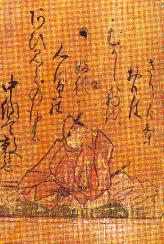
Fujiwara no Atsutada

Fujiwara no Atsutada (藤原 敦忠 (Đằng Nguyên Đôn Trung) 906—18 tháng 4, 1943)  là một nhà thơ quý tộc của Nhật Bản vào giữa thời kỳ Heian. Ông có chân trong Ba mươi sáu ca tiên và một trong những bài thơ của ông nằm trong tập thơ nổi tiếng Ogura Hyakunin Isshu.

## Tiểu sử
Fujiwara no Atsutada là công tử con thứ ba của Tả Đại Thần Fujiwara no Tokihira và là thành viên của gia tộc Fujiwara. Ông nổi tiếng đẹp trai, phong vận, giỏi về đàn tì bà ngang hàng với Minamoto no Hiromasa, một nhạc sư đương thời. Làm quan đến chức Gon-Chūnagon ( Quyền Trung Nạp Ngôn), tòng tam phẩm. Do đó, ông còn được gọi là Biwa Chūnagon (琵琶中納言).

## Thơ Mibu no Tadami
Đây là bài thơ thứ 43 trong tập Ogura Hyakunin Isshu do Fujiwara no Teika biên tập:
| Nguyên văn:                                              | Phiên âm:                                                                  | Dịch thơ: | Diễn ý: |
| -------------------------------------------------------- | -------------------------------------------------------------------------- | --- | --- |
| 逢ひ見ての のちの心に くらぶれば 昔はものを 思はざりけり | Ai mite no Nochi no kokoro ni Kurabureba Mukashi wa mono wo Omowazari keri | Sau đêm đầu được gặp, Tự hỏi lòng sao đây? Mới biết tương tư khổ, Nỗi ấy trước đâu tày. (ngũ ngôn) Gặp rồi lòng lại thêm càng, Tương tư nay khổ muôn vàn, so xưa. (lục bát) | Sau khi qua đêm với người yêu, Thử dò xem lòng mình như thế nào. Mới thấy đối với cảnh khổ tâm bây giờ Nỗi nhớ nhung khi chưa được gặp đã thấm vào đâu. |

### Xuất xứ
Shūi Wakashū ( Thập Di Tập), thơ luyến ái phần 2, bài 710.

### Hoàn cảnh ra đời
Sau khi có được một dịp gặp gỡ lén lút ōse (逢う瀬) thường là qua đêm với người yêu, tác giả tưởng như thế lòng sẽ thanh thản ra, ai ngờ lại càng thêm nhớ nhung đau khổ, hơn cả khi chưa gặp. Chủ đích của bài thơ là để ca ngợi xúc cảm tuyệt đỉnh mà lần hội ngộ đầu tiên đã đem đến và so sánh hương vị nỗi nhớ nhung ở hai thời điểm trước và sau đó.

### Đề tài
Sau khi gặp người yêu được một lần đầu, lại càng thêm nhớ nhung đau khổ.
Đây là bài thơ nói về tình cảm người trong cuộc vào sáng hôm sau cuộc gặp gỡ (kinuginu). Kinuginu vừa có thể viết với chữ Hán 後朝 hậu triêu (sáng hôm sau), vừa viết với chữ Hán y y (衣衣 (áo áo)). Y y ám chỉ cảnh hai người tình nhân đêm trước xếp áo để ngủ chung, sáng ra về phải "chia áo" cho nhau mặc lại trước khi ai về nhà nấy. Thơ gọi là kinuginu no uta (後朝の歌), tóm lại là "thơ chia tay" mà người đàn ông viết tặng người đàn bà trước lúc giã từ.
Vì một sự tình khiến đôi tình nhân không thể gặp lại lần thứ hai nên lòng họ mới não nuột. Mono wo omou viết đầy đủ là Koi no mono wo omou có nghĩa là thương nhớ, tương tư.

## Đường dẫn ngoài
- McMillan, Peter. Năm 2010 (Bản in đầu, Năm 2008). Một Trăm Nhà Thơ, Mỗi Vị Một Thơ. New York: Nhà xuất bản Đại Học Columbia. (tiếng Anh)
- Suzuki Hideo, Yamaguchi Shin'ichi, Yoda Yasushi. Năm 2009 (Bản in đầu, Năm 1997). Genshoku: Ogura Hyakunin Isshu. Tokyo: Bun'eidō. (tiếng Nhật)
- Một trăm bài thơ Nhật Bản cổ (Hyakunin-isshu), biên dịch bởi William N. Porter, 1909, tại trang sacred-texts.com (tiếng Anh)
- Ogura Hyakunin Isshu, biên dịch bởi chimviet.free.fr Lưu trữ ngày 22 tháng 12 năm 2016 tại Wayback Machine